# Arbiblatta abdelazizi
Arbiblatta abdelazizi är en kackerlacksart som först beskrevs av Bolivar 1908.  Arbiblatta abdelazizi ingår i släktet Arbiblatta och familjen småkackerlackor.
Artens utbredningsområde är Marocko. Inga underarter finns listade i Catalogue of Life.